# Nervesa della Battaglia
Nervesa della Battaglia és un municipi situat al territori de la província de Treviso, a la regió de Vèneto, (Itàlia).
Nervesa della Battaglia limita amb els municipis d'Arcade, Giavera del Montello, Santa Lucia di Piave, Sernaglia della Battaglia, Spresiano i Susegana.

## Galeria

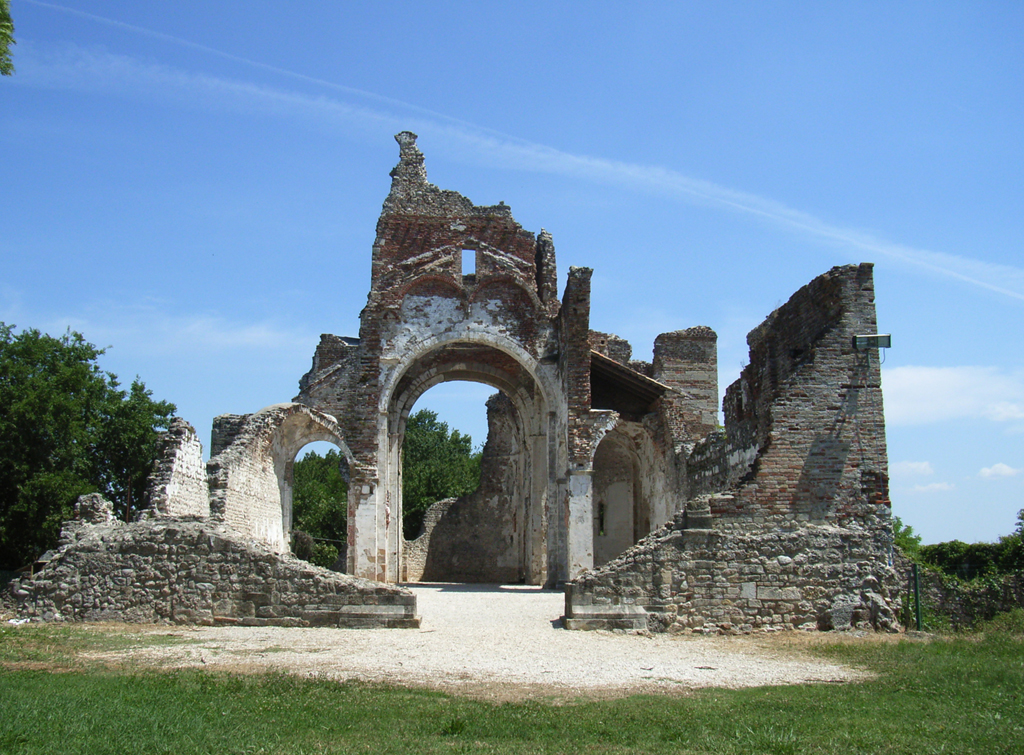
Runes de l'abadia de S.Eustaqui
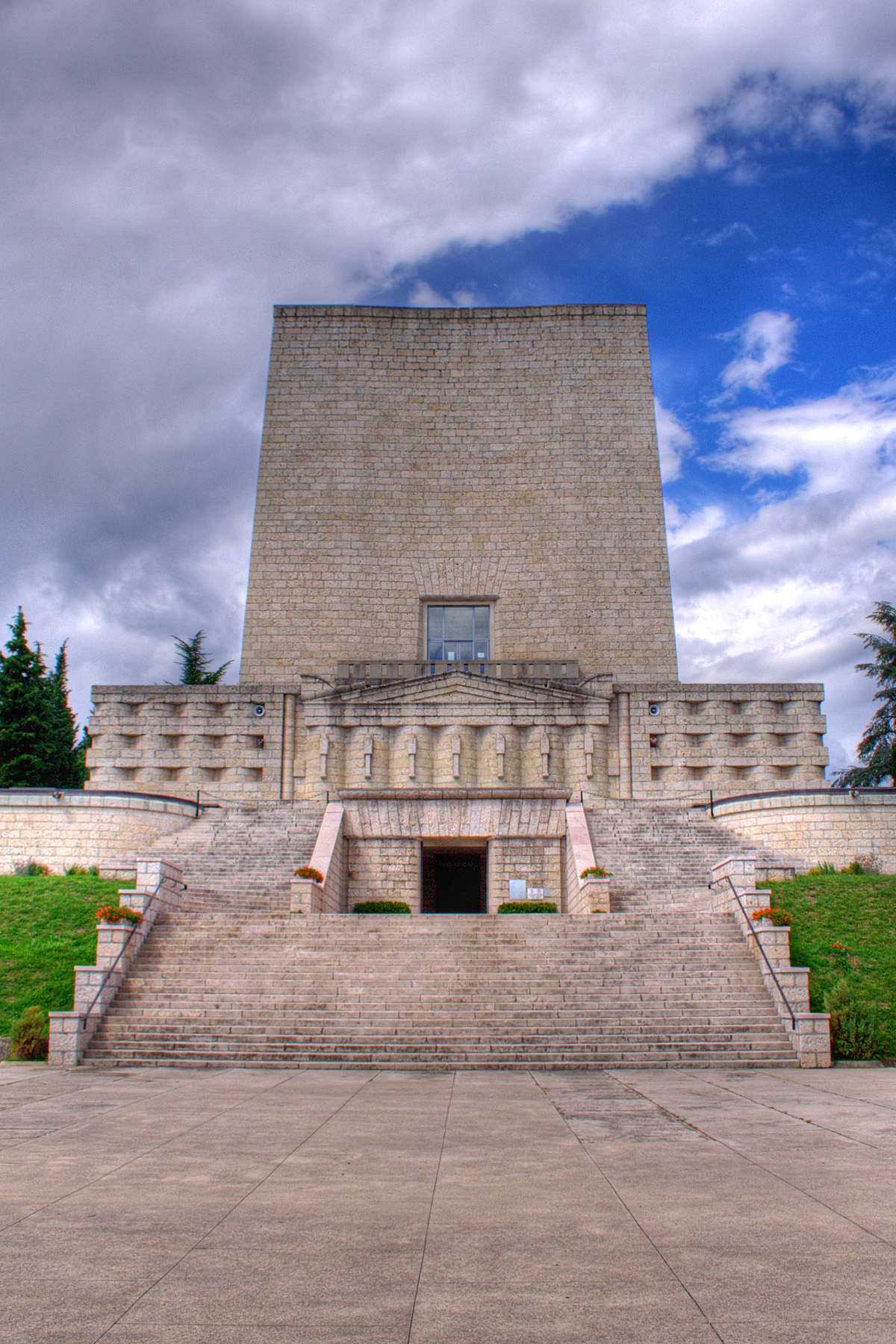
Sacrario de Montello
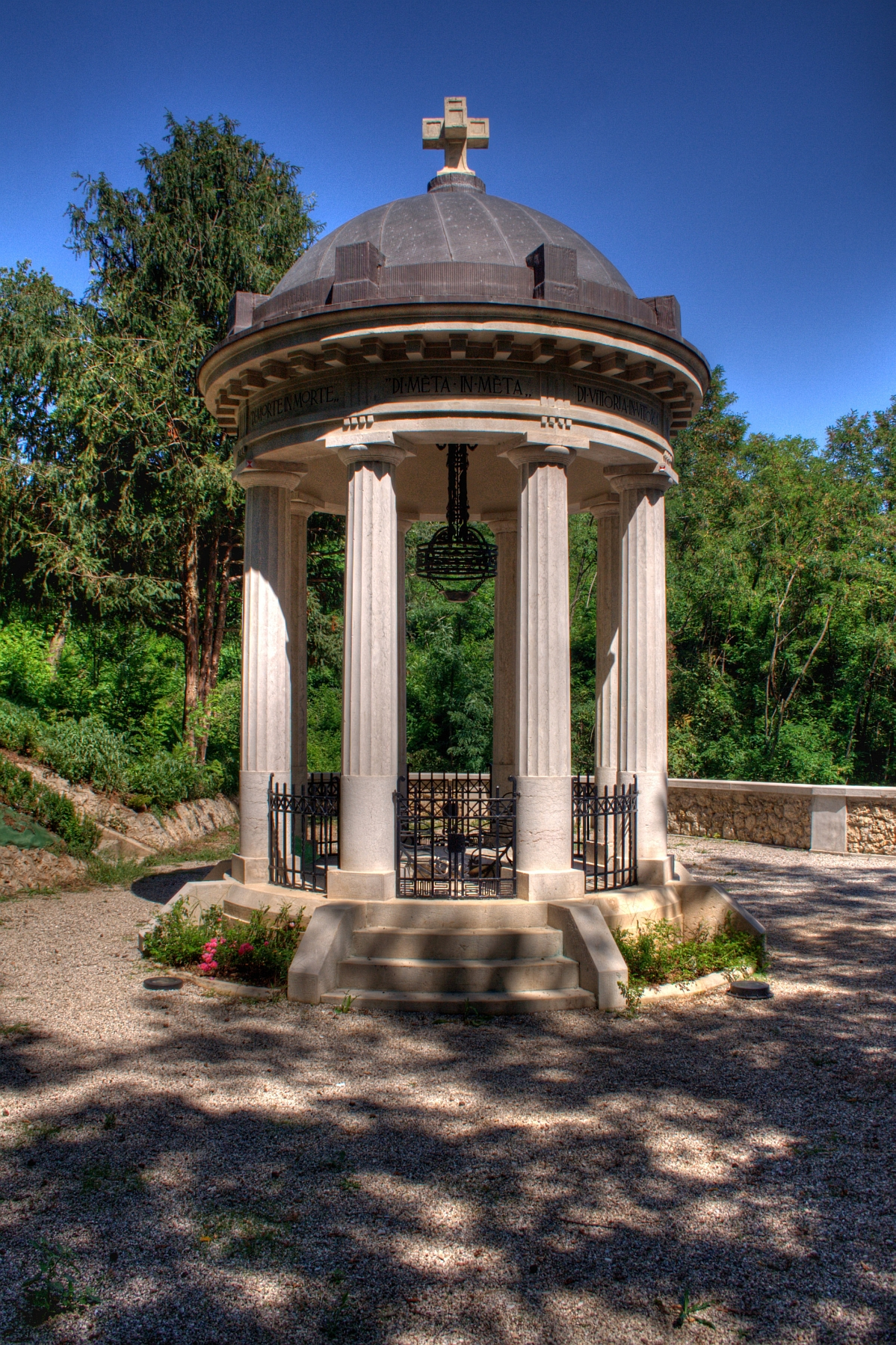
Monument a Francesco Baracca
Localització de Nervesa a la prov. de Treviso